# Leiocephalus pratensis
Espèce
Synonymes
- Hispaniolus pratensis Cochran, 1928

Leiocephalus pratensis est une espèce de sauriens de la famille des Leiocephalidae.

## Répartition
Cette espèce est endémique d'Haïti. Elle se rencontre dans le Nord d'Hispaniola et sur l'île à Cabrit.

## Description
L'holotype de Leiocephalus pratensis, un mâle adulte, mesure 126 mm dont 90 mm pour la queue. Cette espèce a la tête gris olivâtre avec quelques petites taches rondes noires à la jonction des écailles. Sa face dorsale est gris olivâtre clair avec une dizaine de rayures brun sombre sur le dos et les flancs et s'étendant de la tête à la queue. Elle présente également trois lignes blanches longitudinales entre les rayures brunes de chaque côté, la plus basse d'entre elles partant de l'avant des épaules jusqu'à l'aine et descendant le long des membres antérieurs. La ligne centrale et la ligne supérieure, quant à elles, démarrent au niveau de l'œil, passent par le tympan et s'étendent jusqu'à la queue. Sa face ventrale est parsemée de petits points gris minuscules, certaines écailles présentant en leur centre une couleur bleu clair. Sa gorge est mauve iridescent et vert et est tachée de points gris. Ses lèvres supérieure et antérieure sont bordées de noir.

## Liste des sous-espèces
Selon The Reptile Database (23 mars 2013) :
- Leiocephalus pratensis chimarus Schwartz, 1979
- Leiocephalus pratensis pratensis (Cochran, 1928)

## Publications originales
- Cochran, 1928 : A new genus and species of lizard, Hispaniolus pratensis, from the Haitian Republic. Proceedings Biological Society Washington, vol. 41, p. 49-51 (texte intégral).
- Schwartz, 1979 : The herpetofauna of Île à Cabrit, Haiti, with the description of two new subspecies. Herpetologica, vol. 35, no 3, p. 248-255.